# Dongdaesin-dong
Dongdaesin-dong (koreanska: 동대신동) är en stadsdel i staden Busan i den sydöstra delen av Sydkorea, 300 km sydost om huvudstaden Seoul. Den ligger i stadsdistriktet Seo-gu.

## Indelning
Administrativt är Dongdaesin-dong indelat i:
| Namn      | Namn                   | Yta km² | Invånare 31 dec 2018 |
| --------- | ---------------------- | ------- | -------------------- |
| 동대신1동 | Dongdaesin 1(il)-dong  | 0,23    | 4 769                |
| 동대신2동 | Dongdaesin 2(i)-dong   | 0,44    | 8 225                |
| 동대신3동 | Dongdaesin 3(sam)-dong | 1,46    | 6 956                |